# Artiom Woroszyło
Artiom Anatoljewicz Woroszyło, ros. Артём Анатольевич Ворошило (ur. 13 sierpnia 1988 w Suojarwi) – rosyjski hokeista, trener.

## Kariera zawodnicza
- Spartak Sankt Petersburg (2005-2006)
- HK Piter (2006)
- SKA 2 Sankt Petersburg (2006-2008, 2007/2009)
- HK WMF Sankt Petersburg (2008-2010)
- Sibir Nowosybirsk (2010-2016)
  -  Zauralje Kurgan (2011/2012)
  -  HK Riazań (2012/2013)
- CSKA Moskwa (2017-2017)
- Witiaź Podolsk (2017-2018)
- HK Riazań (2018-2019)
- Humo Taszkent (2019-2020)
- CSK WWS Samara (2020)
- Dizel Penza (2020-2021)
- Cracovia (2021-2022)

Wychowanek Pulsu Pietrozawodsk. Początkowo grał w klubach z Petersburga. Od 2010 do 2016 był zawodnikiem Sibiru Nowosybirsk w rozgrywkach KHL. Na początku grudnia 2016 przeszedł do CSKA Moskwa. Stamtąd w maju 2017 trafił do Witiazia. W sezonie 2018/2019 grał w HK Riazań, a w 2019/2020 w uzbeckim Humo Taszkent. W maju 2020 został zakontraktowany przez CSK WWS Samara, skąd w grudniu 2020 trafił do Dizelu Penza. Pod koniec lipca 2021 został ogłoszono jego transfer do Cracovii w Polskiej Hokej Lidze (kilka dni później do klubu z Krakowa trafił Iwan Jacenko, wraz z którym Jacenko grał wspólnie w Taszkencie). Po sezonie 2021/2022 odszedł z klubu.

## Kariera trenerska
W 2022 został trenerem drużyny SPBPU w Petersburgu.

## Sukcesy
Klubowe
- Pierwsze miejsce w Dywizji Czernyszowa w sezonie zasadniczym KHL: 2015 z Sibirem Nowosybirsk
- Finał w Konferencji Wschodniej w fazie play-off KHL: 2015 z Sibirem Nowosybirsk
- Puchar Polski: 2021 z Cracovią

Indywidualne
- Puchar Tatrzański 2021: 22 sierpnia 2021: zdobywca zwycięskiego gola w meczu Cracovia – HK Poprad (3:2), w meczu o trzecie miejsce[10]
- Puchar Kontynentalny 2021/2022#Grupa E: 21 listopada 2021: zdobywca zwycięskiego gola w dogrywce meczu Cracovia – Asiago Hockey (4:3), przesądzającym o awansie Cracovii do Superfinału[11]